# Hefty Fine
Hefty Fine udkom d. 27. september 2005 og er Bloodhound Gangs 4. og seneste album.
På albummet findes de to singler "Foxtrot Uniform Charlie Kilo" også kendt som F.U.C.K og "Uhn Tiss Uhn Tiss Uhn Tiss" samt 10 andre sange. De fleste sange på albummet handler om sex samt tabubelagte emner.

## Numre
1. [0:08] – "Strictly For The Tardcore"
2. [4:19] – "Balls Out" (Franks/Jimmy Pop & Stigliano/Lüpüs Thunder)
3. [2:51] – "Foxtrot Uniform Charlie Kilo" (Franks/Jimmy Pop & Hennegan/Evil Jared)
4. [3:58] – "I'm The Least You Could Do"
5. [3:26] – "Farting With A Walkman On"
6. [0:23] – "Diarrhea Runs In The Family"
7. [2:52] – "Ralph Wiggum"
8. [5:10] – "Something Diabolical" (Franks/Jimmy Pop & Dean/D.J Q-Ball)
9. [0:04] – "Overheard In A Wawa Parking Lot"
10. [2:57] – "Pennsylvania"
11. [4:20] – "Uhn Tiss Uhn Tiss Uhn Tiss"
12. [2:26] – "Jackass" – 2:26 (bonusnummer kun udgivet i UK og Japan)
13. [5:14] – "No Hard Feelings"
14. [0:03] – "Hefty Fine"